# 土地整理

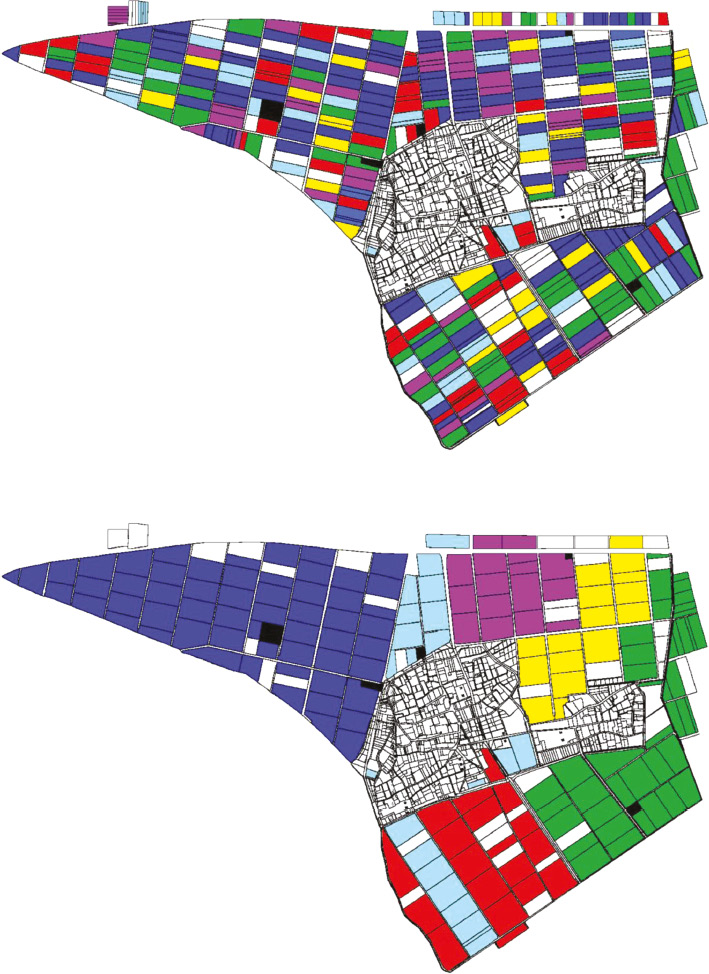
上圖為土地整合前的土地分佈圖，下圖為土地整合後的分佈圖，其中同一種顏色意為由同一人所持有

土地整理或土地整合是指人們通過交換土地所有權的方式有計劃地將零散的地块整合或調整成更大和能更合理使用的土地。土地整理有益於改善农村基础设施以及發展可持续性永續農業。